# Sede storica della Cassa di Risparmio di Firenze
La sede storica della Cassa di Risparmio di Firenze, che ha ospitato la sede della banca dal 1865 al 2009, si trova a Firenze in via Bufalini 6, dove dal 2009 vi è la sede dell'omonima fondazione. Dal punto di vista architettonico si tratta di una delle più famose opere di Giovanni Michelucci e tra i capolavori dell'architettura del Novecento a Firenze. Anticamente qui sorgeva il Palazzo Pucci di Ottavio, del quale resta solo la facciata, già appartenuto alla famiglia Pucci.
Oggi la sede della banca si è spostata in un nuovo complesso architettonico a Novoli.

## Storia

### Palazzo Pucci di Ottavio
Il palazzo apparteneva a un ramo secondario della famiglia Pucci e venne realizzato alla fine del Cinquecento da un architetto ignoto, poco lontano dal palazzo del ramo principale della famiglia (palazzo Pucci). Il nome di "Ottavio" deriva dal più importante esponente di questo ramo, Ottavio Pucci, che nel Seicento fu senatore ed ottenne il titolo di marchese. Il palazzo visse il suo momento d'oro alla fine del XIX secolo, quando fu la residenza di Giuseppe Pucci, amante dell'arte e della cultura e appassionato collezionista, soprattutto di monete antiche e di libri. Alla sua morte il palazzo passò in via ereditaria alle sue due sorelle, una sposata Guicciardini e l'altra Bourbon del Monte. Riscattato dai Guicciardini, il palazzo venne venduto nel 1865 a Cosimo Ridolfi, per farne la sede della Cassa di Risparmio di Firenze della quale era tra i soci fondatori.

### Sede della Cassa di Risparmio di Firenze
A seguito del trasferimento della capitale a Firenze, la Cassa di Risparmio dovette abbandonare i locali al pian terreno del palazzo Medici Riccardi, occupati fin dall'anno della fondazione dell'Istituto (1829), e acquistò come nuova sede un palazzo nobiliare in via de' Cresci, oggi via Bufalini, primo nucleo del complesso immobiliare di proprietà della Banca che negli anni successivi vennero progressivamente estese fino a piazza Santa Maria Nuova, a via de' Servi e, per via del Castellaccio, alla retrostante piazza Brunelleschi, per un'area di 13.500 m2.
La rapida crescita della Cassa rese necessaria una prima ristrutturazione del palazzo, curata nel 1886 dall'architetto Ulisse Faldi, il quale trasformò radicalmente gli interni mantenendo integro soltanto il prospetto su via Bufalini.
Nel 1931 nuove aree vennero acquistate dall'ospedale di Santa Maria Nuova, mentre tutto il comparto divenne oggetto di un piano di ristrutturazione urbanistico che prevedeva l'apertura della attuale piazza Brunelleschi, l'isolamento della Rotonda degli Angeli e la costruzione della Casa del Mutilato, su progetto dell'architetto Rodolfo Sabatini.
In base ad un accordo stipulato tra la Cassa di Risparmio, il Comune di Firenze e l'Università, venne inoltre prevista una nuova strada di collegamento tra via Bufalini e la futura piazza Brunelleschi, tangente agli edifici della Cassa. Lasciato in sospeso per varie ragioni, il progetto venne ripreso negli anni '50 nell'aspetto riguardante la viabilità.
La forte crescita della Cassa rese nel frattempo indispensabile la costruzione di una nuova sede, per la quale nel 1953 l'architetto Giovanni Michelucci venne incaricato di studiare il progetto di massima.
Il lotto a disposizione consisteva in un vasto cortile rettangolare delimitato ad est dall'antica speziera dell'ospedale, da una piccola corte attigua e dall'ala "delle Donne" realizzata nel XVIII secolo da Giovan Battista Pieratti, saldata a nord con la Facoltà di architettura ospitata nel convento di Santa Maria degli Angeli; a sud il lotto era chiuso dalla facciata settecentesca della sede della Cassa e ad ovest delle strutture ottocentesche costruite dal Faldi e da un grande giardino che, secondo Michelucci, suggeriva l'impostazione funzionale dell'edificio.
Durante l'elaborazione del progetto, la facciata su via Bufalini costituì l'oggetto di un contenzioso con la locale Soprintendenza, che si oppose alla proposta avanzata da Michelucci di abbattimento e di sostituzione con un nuovo fronte - di cui furono fornite numerose versioni - fino ad imporre "feticisticamente" il mantenimento della cortina muraria esistente.
Il 25 marzo 1954 venne posta la prima pietra del nuovo fabbricato da realizzarsi su un'area di circa 1865 m2., per un volume complessivo di 34.500 m3. di cui 7.700 interrati. L'edificio doveva comprendere un grande salone per il pubblico, la cassa cambiali, gli uffici, l'autorimessa e il caveau.
A Giovanni Michelucci si devono il progetto e la direzione artistica dell'opera. La costruzione fu inaugurata il 29 settembre 1957.
Nel 1960 la Soprintendenza, nonostante le precedenti polemiche sulla facciata, con uno speciale finanziamento dalla Cassa decise l'abbattimento della antica speziera e la sua sostituzione con un nuovo portico falso antico, identico a quello del braccio opposto dell'ospedale, su progetto dell'architetto Nello Bemporad.
La farmacia venne ricostruita  "in stile" mentre sul fornice centrale del portico veniva collocato un busto di Bernardo Buontalenti, opera dello scultore Mario Moschi. Il fornice doveva costituire l'accesso alla nuova strada di collegamento con la retrostante piazza Brunelleschi, di cui furono però realizzati soltanto 125 metri, utilizzati come accesso ai garage.

## Architettura
Assecondando l'andamento del lotto, l'edificio è costituito da un corpo rettangolare sviluppato in senso longitudinale nel quale si individuano tre parti principali: 
1. un primo settore fronteggiante la via Bufalini, con l'atrio d'ingresso al pian terreno, lo scantinato e quattro piani superiori per gli uffici e il centralino telefonico;
2. il grande corpo rettangolare che comprende, oltre l'autorimessa ed il caveau al piano interrato, il grande salone per il pubblico di 42,08x16,40 m a sviluppato a doppia altezza, e un'ala di uffici con affaccio sul giardino interno, elevata su quattro piani fuori terra;
3. conclusivo del salone per il pubblico, il corpo a pianta quadrata della Cassa cambiali, di 16,30 m di lato, composto da uno scantinato e due piani fuori terra.

Evitando soluzioni di continuità nella cortina della strada, l'edificio conserva su via Bufalini la mediocre facciata "in stile" settecentesca che, sebbene vincolata dalla Soprintendenza per evitarne la sostituzione con un nuovo fronte, fu dalla Soprintendenza stessa "falsificata" con l'apertura di nuove finestre per ragioni di simmetria e con l'aggiunta di cornici lapidee, in sostituzione di quelle originali di cemento.
La facciata preesistente dissimula le caratteristiche e le funzioni dell'interno, denunciate invece sul nuovo, lungo fronte laterale vetrato e centinato dalle voltine metalliche di copertura che dialoga con le arcate dell'ospedale di Santa Maria Nuova, da cui è separato da una strada interna.
Superato l'atrio, pavimentato in marmo e rivestito in lastre di pietra serena, ci si immette in un'ampia galleria sulla quale, separati dalla spina dei percorsi interni, si aprono a destra il salone per il pubblico, orientato verso l'ospedale e a sinistra lo scalone in lastre di perlato di Vicenza e i saloncini riservati - l'ala, cioè, degli uffici, affacciata sul giardino.
Nel grande, luminoso spazio interno del salone il concetto michelucciano del "percorso", come prolungamento della strada cittadina, "si svolge pure in quota sulle balconate a sbalzo proiettate verso il vano centrale, unico e a doppia altezza": la sala è contenuta da due imponenti telai longitudinali sui quali poggia la struttura portante di copertura, costituita da travi a V in lamiera d'acciaio, preferite, per rapidità di costruzione, a quelle in cemento armato precompresso originariamente previste da Michelucci. Le travi a V sono collegate da una trave centrale e portano nella zona terminale le volticine iconoidiche in lamiera rinforzata da ferri ad U.
La falda inclinata di copertura è in lamiera di acciaio piegata secondo un profilo tipo "Zores" e si appoggia sulla trave di collegamento e sulla struttura perimetrale in cemento armato. L'isolamento della copertura è realizzato in lana di roccia, tavolato di legno a doghe unite ad incastro e poggianti su tamponi di gomma, doppio strato di cartone catramato e manto in alluminio protetto da vernice anticorrosiva.
A circa due terzi dell'altezza di ciascun pilastro del telaio esterno (5,80 m) partono le mensole di sostegno del ballatoio superiore, in parte aggettante all'esterno ed in parte affacciato sulla sala, alla quale è collegato tramite una scala elicoidale.
Per non rendere la struttura del ballatoio visivamente prevaricante rispetto a quella principale della copertura, sono state evitate le mensole uniche a vantaggio di mensole accoppiate le quali, all'esterno, portano a loro volta esilissimi pilastri che scandiscono il fronte sulla via interna.
Il telaio opposto porta all'altezza del primo piano (3,20 m) la pensilina del mezzanino sopra la galleria centrale.
Il percorso interno del salone si articola quindi in più livelli ed è avvolto dalla luminosità pacata e costante proveniente dallo shed della copertura e dalle vetrate del fronte sulla strada interna, ripartite da infissi in alluminio anodizzato bronzo e costituite da un vetro Termolux esterno e da un vetro semidoppio lucido interno.
Il fronte sulla strada interna presenta un impaginato compatto e fortemente geometrizzato, scandito dalla successione dei pilastroni al pian terreno, dai sottili pilastri doppi al primo piano e dalle strutture metalliche dei serramenti. Orizzontalmente è ripartito in tre settori, con un basamento continuo e leggermente aggettante, uno sporto superiore sorretto dalle doppie mensole affiancate ai pilastri e il coronamento costituito dalle volticine coniche in leggera sporgenza, secondo un disegno compositivo che nel suo complesso risulterebbe la trasfigurazione astratta delle quinte stradali fiorentine tardo medievali. Sul fondo si salda il blocco squadrato della Cassa cambiali, che denuncia fortemente all'esterno la massiccia struttura in cemento armato
La facciata dell'ala degli uffici prospetta sul giardino e si caratterizza invece per la fitta griglia metallica, in aggetto a partire dal primo piano, che funge da frangisole e ripete la modularità dei telai in cemento armato. L'ala si salda al corpo preesistente tramite lo snodo dello scalone leggermente ruotato verso il centro del giardino, sul quale si proietta con l'aggetto dei ripiani, chiusi da vetrate a tutta altezza.
Completamente aperta, l'ariosa struttura della scala ribadisce il concetto di percorribilità e di fruibilità che presiede allo spazio realizzato, nonché la fondamentale presenza del giardino, sul quale tutti gli ambienti sono proiettati e che a sua volta invade l'interno grazie alla preponderante presenza di pareti vetrate.
Al primo piano, gli uffici che hanno relazione con i servizi di sportello hanno libero affacciamento sul grande salone; ai piani superiori la distribuzione degli ambienti è affidata al lungo corridoio centrale.
Va notata la varietà materica degli elementi interni: il legno noce chiaro degli infissi interni e delle ringhiere dei ballatoi, il ferro delle ringhiere delle scale, il cemento a vista, l'intonaco bianco dei tamponamenti, i marmi delle pavimentazioni e delle scale e la grande cura dei particolari nella realizzazione di uno spazio estremamente vivo e dinamico.

## Fortuna critica
Grande è stata la fortuna critica dell'opera michelucciana, oggetto di un cospicuo numero di pubblicazioni. Il primo a spiegare l'edificio fu lo stesso Michelucci, che poneva l'accento sul tema del 'percorso' interno collegato direttamente alla strada per "dare il senso di continuità con la città e di partecipazione alla vita che si svolge nei vari settori della Banca". Spazio fruibile a tutti gli effetti, l'opera di Michelucci concretizzava inoltre un nuovo concetto di "banca", non più chiusa e diffidente verso la città ma la continua comunicazione degli spazi interni ed esterni e degli interni fra loro.
Lugli coglieva nella nuova Cassa di Risparmio la ricerca architettonica di Muchelucci, che "da una multiformità di elementi" giunge "ad uno spazio unico, in cui ogni elemento, pur gerarchicamente ordinato, si trasfonda negli altri senza rottura e compartimenti stagni" ed individuava i due aspetti fondamentali della banca, ben distinti sebbene perfettamente fusi: il "deposito di beni" concretizzato nell'edificio per uffici prospiciente il giardino, il luogo di scambio e contrattazione nel salone del pubblico a pian terreno.
Koenig giudicava la Cassa come "la più conosciuta ed apprezzata" fra le opere di Michelucci inserite nell'ambiente urbano, e vi individuava uno spazio "qualificato attraverso i dettagli", propri della struttura - cerniere, viti, incastri - saltando "a piè pari" i problemi di gusto, secondo un lessico "brutalista".
La critica più recente riconosce nello spazio della Cassa la concretizzazione dell'idea michelucciana della "nuova città", improntata a una convivenza curiosa e cordiale, in cui anche il "vagamente intimidatorio" universo della banca può tradursi "in un rassicurante spettacolo allestito sulla scena 'naturale' del giardino che si intravede sul fondo".